# Бровківська сільська рада
Бровківська сільська рада (Бровківська Перша сільська рада) — колишня адміністративно-територіальна одиниця та орган місцевого самоврядування у Вчорайшенському, Ружинському, Попільнянському, Андрушівському районах Бердичівської округи, Київської й Житомирської областей УРСР та України з адміністративним центром у с. Бровки Перші.

## Населені пункти
Сільській раді були підпорядковані населені пункти:
- с. Бровки Перші
- с. Ярешки

## Населення
Відповідно до результатів перепису населення 1989 року, кількість населення ради, станом на 1 грудня 1989 року, складала 1 358 осіб.
Станом на 5 грудня 2001 року, відповідно до перепису населення України, кількість мешканців сільської ради складала 1 478 осіб.

## Склад ради
Рада складалася з 16 депутатів та голови.

## Керівний склад сільської ради
| ПІБ                      | Основні відомості                                                                | Дата обрання | Дата звільнення |
| ------------------------ | -------------------------------------------------------------------------------- | ------------ | --------------- |
| Мельник Наталія Іванівна | Сільський голова , 1960 року народження, освіта                                  | 26.03.2006   | 31.10.2010      |
| Мельник Наталія Іванівна | Сільський голова , 1960 року народження, освіта середня спеціальна, позапартійна | 31.10.2010   |                 |

Примітка: таблиця складена за даними джерела

## Історія
Утворена 1923 року в с. Бровки Бровківської волості Сквирського повіту Київської губернії. Станом на 15 червня 1926 року на обліку в раді перебувала лісова сторожка Гайок.
Відповідно до інформації довідника «Українська РСР. Адміністративно-територіальний поділ», станом на 1 вересня 1946 року сільрада, з назвою Бровківська Перша, входила до складу Вчорайшенського району Житомирської області, на обліку в раді перебувало с. Бровки Перші.
11 серпня 1954 року до складу ради було включено с. Ярешки ліквідованої Ярешківської сільської ради Ружинського району Житомирської області.
Станом на 1 січня 1972 року сільська рада входила до складу Андрушівського району Житомирської області, на обліку в раді перебували села Бровки Перші та Ярешки.
Виключена з облікових даних 17 липня 2020 року. Територію та населені пункти ради, відповідно до розпорядження Кабінету Міністрів України № 711-р від 12 червня 2020 року «Про визначення адміністративних центрів та затвердження територій територіальних громад Житомирської області», включено до складу Андрушівської міської територіальної громади Бердичівського району Житомирської області.
Входила до складу Вчорайшенського (Бровківського, 7.03.1923 р., 13.02.1935 р.), Ружинського (5.02.1931 р., 24.01.1958 р.), Попільнянського (28.11.1957 р., 30.12.1962 р.) та Андрушівського (20.03.1959 р., 4.01.1065 р.) районів.